# Vijender Kumar
Vijender Kumar, född 29 oktober 1985 i Haryana, Indien, är en indisk boxare. Han blev Indiens första boxare genom att vinna OS-medalj i de olympiska sommarspelen 2008 i Peking.

## Karriär
För att anmäla sig för att få boxningsbehörighet åkte Kumar till Bhiwani, där tränaren Jagdish Singh såg hans talang. I de olympiska sommarspelen 2004 i Aten tävlade han i weltervikt-klassen, men förlorade där mot turken Mustafa Karagollu som vann med 25–20. I samväldesspelen 2006 i Melbourne slog han britten Neil Perkins i semifinalen, men förlorade sedan mot sydafrikanen Bongani Mwelase som förväntade sig att vinna guldmedaljen.

## Meriter

### Olympiska meriter

#### Olympiska sommarspelen 2008
- Huvudartikel: Boxning vid olympiska sommarspelen 2008

| Tävlande       | Viktklass  | Sextondelsfinal      | Åttondelsfinal               | Kvartsfinal           | Semifinal            | Final                |
| Tävlande       | Viktklass  | Motståndare Resultat | Motståndare Resultat         | Motståndare Resultat  | Motståndare Resultat | Motståndare Resultat |
| -------------- | ---------- | -------------------- | ---------------------------- | --------------------- | -------------------- | -------------------- |
| Vijender Kumar | Mellanvikt | Badou (GAM) W 13 : 2 | Chomphuphuang (THA) W 13 : 3 | Góngora (ECU) W 9 : 4 | Correa (CUB) L 8 : 5 | Gick inte vidare     |